# Ahdaf Soueif
Ahdaf Soueif (àrab: أهداف سويف, Ahdāf Suwayf) (el Caire, 23 de març de 1950) és una novel·lista, traductora, comentadora política i cultural egípcia.

## Primers anys
Soueif nasqué i viu al Caire. Es formà a Egipte i al Regne Unit, on feu un doctorat en Lingüística en la Universitat de Lancaster. La seua germana és l'activista pels drets humans i de les dones, i professora de matemàtiques, Laila Soueif.

## Trajectòria
La seua primera novel·la, In the Eye of the Sun (1993), situada a Egipte i al Regne Unit, relata el creixement d'Asya, una dona egípcia que, segons les seues paraules, «se sent més còmoda amb l'art que amb la vida». La seua segona novel·la, The Map of Love (1999) fou seleccionada per al Premi Booker, i es traduí a 21 idiomes. També ha publicat dues obres de contes: Aisha (1983) i Sandpier (1996), de les quals una part es publicà més tard en la col·lecció I Think of You (2007) i Stories of Ourselves (2010).
Soueif escriu principalment en anglés, però els seus lectors que parlen àrab afirmen que escolten aquesta llengua darrere de l'anglés. També ha traduït He vist Ramallah de Mourid Barghouti de l'àrab a l'anglés, amb un prefaci d'Edward Said.
A més de sobre la història i la política del seu país, Souief escriu sobre Palestina en els seus treballs de ficció i de no-ficció. Publicà una versió més breu d'«Under the Gun: A Palestinian Journey» en The Guardian, i l'original en el seu recull d'assaigs Mezzaterra: Fragments from the Common Ground (2004). També escrigué la introducció de la reimpressió d'Un Captif Amoureux de Jean Genet, de NYRB. Al 2008 crea el Festival Palestí de Literatura, del qual és cap.
Soueif és comentadora política i cultural del diari The Guardian, hi publicà notícies sobre la Revolució egípcia. El gener de 2012 publica Cairo: My City, Our Revolution, un relat personal sobre el primer any d'aquest conflicte polític. Inicialment, recolzà la caiguda de la democràcia i el seu reemplaçament amb el govern d'Abdel Fattah el-Sisi. La seua germana Laila Soueif i els seus nebots —Alaa Abd El-Fatah, Mona Seif i Sanaa Seif— també són activistes.
Va estar casada amb Ian Hamilton, amb qui tingué dos fills: Omar Robert i Ismail Richard Hamilton.
Fou nomenada integrant de la junta directiva del Museu Britànic al 2012 i continuà en el càrrec fins a 2016. Hi renuncià al 2019 en queixar-se sobre el patrocini de BP, l'oposició a recontractar treballadors transferits a Carillion i la manca d'acord a repatriar obres d'art. El juny de 2013, Soueif, juntament amb altres personalitats famoses, aparegué en un vídeo de suport a Chelsea Manning.

## Premis
En una ressenya sobre novel·listes egipcis, Harper's Magazine inclogué Soueif en una selecció d'«els escriptors més talentosos del país». A més ha rebut aquests premis literaris:
- 1996: Fira Internacional del Llibre del Caire: Millor recull de contes (Sandpiper)
- 1999: Nominació al Premi Booker (The Map of Love)
- 2010: Premi inaugural Mahmoud Darwish
- 2011: Premi Cavafy
- 2011: Esmentada en la llista de The Guardian «Books Power 100»[16]

### Traduccions
- Barghouti, Mourid, I Saw Ramallah, Nova York: Anchor Books, 2003.

### Crítica literària
- Cariello, Marta. «Bodies Across: Ahdaf Soueif, Fadia Faqir, Diana Abu Jaber», en Al Maleh, Layla (ed.), Arab Voices in Diaspora. Critical Perspectives on Anglophone Arab Literature. Amsterdam-Nova York, 2009. ISBN 978-90-420-2718-3.